# Polygala xanthina
Polygala xanthina är en jungfrulinsväxtart som beskrevs av Chod.. Polygala xanthina ingår i släktet jungfrulinssläktet, och familjen jungfrulinsväxter. Inga underarter finns listade i Catalogue of Life.